# Pietraperzia
Pietraperzia é uma comuna italiana da região da Sicília, província de Enna, com cerca de 7.312 habitantes. Estende-se por uma área de 117 km², tendo uma densidade populacional de 62 hab/km². Faz fronteira com Barrafranca, Caltanissetta (CL), Enna, Mazzarino (CL), Piazza Armerina, Riesi (CL).

## Demografia
| Variação demográfica do município entre 1861 e 2011                               |
|                                                                                   |
| Fonte: Istituto Nazionale di Statistica (ISTAT) - Elaboração gráfica da Wikipedia |